# 蛙！小安的奇幻之旅
《蛙！小安的奇幻之旅》是一部美國動畫劇集，由馬特·布拉利創作，於2019年6月17日在迪士尼頻道首播，並在2022年5月14日完結。該劇主題配音員有宋布蘭、賈斯汀·費爾賓格、比利·法摩爾、阿曼達·萊頓、安娜·艾卡娜、特羅伊·貝克、哈利·特魯及凱斯·大衛。
《蛙！小安的奇幻之旅》因其角色、動畫、配音、幽默和情感分量而受到評論家的強烈好評。

## 故事概要
本劇的故事主題，是關於一位獨立無畏的13歲女孩安妮·邦查 (小安)的探險故事。小安在她的13歲生日時，因為好友的慫恿，偷了一個神祕的音樂盒；小安打開箱子後，她和兩位好友莎夏、瑪希三人神奇地被傳送到一個兩棲世界。它是個布滿沼澤的島嶼，有擬人化、會說話的兩棲動物居民以及危險生物，三人在傳送過程中失散。小安來到一個名為肉疣森林 (Wartwood)的聚落，被一個青蛙家族收留，並與菜販賀伯·班特以及他的孫子史哥、孫女波莉一起生活；她亦和史哥成為了好友。另一方面，莎夏在蟾蜍高塔，和塵塵上尉聯合起來，向青蛙聚落所在的山谷進軍要來鎮壓叛亂。
在第二季，為了解音樂盒 (又稱災難)的秘密以及回家的方法，小安和普蘭特一家離開肉疣森林展開一場探險，前往首都蠑托比亞 (Newtopia)；在那裡，小安與瑪希重聚。之後，瑪希提議一起去探險，挑戰來自三個神廟的古老測試，來給音樂盒上的寶石充電；他們不知道，安卓亞斯王其實對音樂盒另有打算。莎夏和塵塵也密謀推翻國王，入侵蠑托比亞要由蟾蜍自己統治整個王國。
第三季時，小安和普蘭特家族一起被傳送到她位於東洛杉磯郊區的家。安妮現在必須幫助青蛙家族適應人類世界並保密他們的身份，同時尋找返回兩棲世界，並阻止安卓亞斯王入侵多元宇宙的方法。另一方面，安卓亞斯王派機器人來追殺小安；瑪希昏迷不醒，被安卓亞斯放在一具維生系統艙裡；莎夏和塵塵則設法逃脫，逃回肉疣森林避難，並在那裏建立了抵抗力量，幫助他們反抗安卓亞斯王。

## 主角與配音
| 角色                    | 角色簡介 | 配音人員                         | 配音人員 | 配音人員 |
| 角色                    | 角色簡介 | 美國                             | 台灣     | 香港     |
| ----------------------- | --- | -------------------------------- | -------- | -------- |
| 小安 Anne               | 本名安妮·邦查（Anne Boonchuy），泰裔美國人；和普蘭特家族建立了深厚感情。 | 宋布蘭 Brenda Song               | 陳貞伃   | 高素瑜   |
| 史哥 Sprig              | 一隻11歲的粉紅色小青蛙，個性活潑，小安在奇幻沼澤認識的第一位朋友，常和小安一起探險。                                                                                             | 賈斯汀·費爾賓格 Justin Felbinger | 錢欣郁   | 李蔓宜   |
| 波莉 Polly              | 一隻個性變化莫測、喜歡武器的小蝌蚪。 | 阿曼達·萊頓 Amanda Leighton      | 李昀晴   | 謝依晴   |
| 賀伯 Hop Pop            | 史哥、波莉兩兄妹的祖父，本名賀伯狄亞·普蘭特 (Hopadiah Plantar)。由於史哥、波莉的父母被蒼鷺攻擊而喪命，兩兄妹自幼由賀伯扶養。他知道音樂盒的危險秘密，但是為了保護家人，他假裝不知道並將它埋起來。 | 比利·法摩爾 Bill Farmer          | 陳宗岳   | 李家傑   |
| 莎夏 Sasha              | 小安在人類世界的同伴之一，本名莎夏·伍茲 (Sasha Waybright)；儘管控制欲強，她還是很關心她的朋友。                                                                                                 | 安娜·艾卡娜 Anna Akana           | 汪世瑋   | 王慧珠   |
| 瑪希 Marcy              | 小安在人類世界的同伴之一，本名瑪希·吳 (Marcy Wu)；她先注意到音樂盒並了解它的功能，和小安、莎夏一起被送到兩棲世界。瑪希聰明而笨拙，到蠑托比亞後為安卓亞斯王效命。                         | 哈利·特魯 Haley Tju              | 林沛笭   | 周奕勤   |
| 塵塵上尉 Captain Grime  | 身材魁梧的獨眼蟾蜍，蟾蜍高塔的前領袖。 | 特羅伊·貝克 Troy Baker           | 孫誠     | 馬智灝   |
| 安卓亞斯王 King Andrias | 兩棲世界的國王，居住在首都蠑托比亞。儘管待人親切和藹，在第二季末卻成為反派角色。他得到充電後的音樂盒，試圖入侵其他世界。                                                         | 凱斯·大衛 Keith David            | 張騰     | 馬智灝   |

## 發展過程

### 發展
2018年2月19日，迪士尼批准了《蛙！小安的奇幻之旅》的製作計畫，同時批准的還有《奇幻貓頭鷹小屋》；本劇執行製作人馬特·布拉利，先前曾參與《神秘小鎮大冒險》、《格林一家進城趣》的製作。
布拉利在Twitter上表示，在獲得迪士尼的批准之前，他已經做了將近兩年的準備工作；不過在《神秘小鎮大冒險》即將結束時，他就已經開始規劃。2019年5月14日（在本劇正式開播前），迪士尼發布了預告片，並在第二天續訂《蛙！小安的奇幻之旅》第二季。在第二季首播之前的2020年6月23日，本劇獲得第三季續訂；在Reddit問答中，布拉利說本作是三部曲、將第二季稱為「第二幕」（英語：2nd act），暗示第三季將成為最後一季。他在問答中進一步澄清，他“目前已經為3[季]構建了故事”，這意味著第三季將作為該劇的最後一季。2022年3月16日晚些時候，故事板藝術家亞歷·斯旺森（英語：Alex Swanson）在Twitter上確認第三季將是該劇的最後一季。

### 編劇

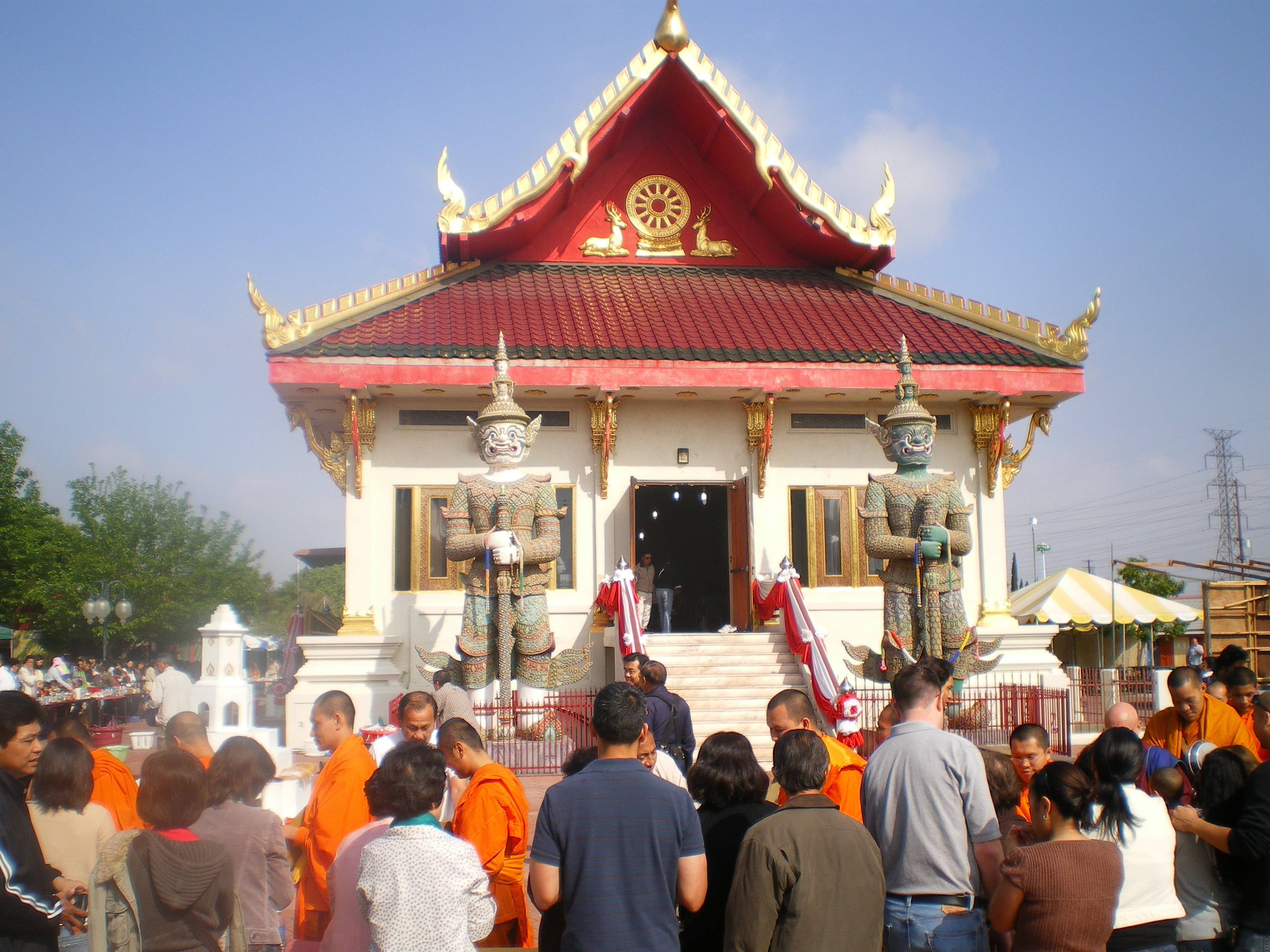
2008年位在洛杉磯的泰國佛教漥寺

本劇靈感源自布拉利小時候前往泰國曼谷的旅行，風格受阿德曼動畫、吉卜力工作室的作品啟發，敘事方式則參考《神秘小鎮大冒險》、《神臍小捲毛》；《薩爾達傳說系列》、《超時空之鑰》等遊戲，在布拉利製作此劇時也有影響。其他被他提及的作品包括《蝙蝠俠：動畫系列》、《夜行神龍》等；其中，布拉利參考《夜行神龍》做出故事架構。布拉利創作本劇的原因，是因為他想要一個主角類似派西卡·挪威特（英語：Pacifica Northwest，《神秘小鎮大冒險》配角）的作品；能加進這種角色的大轉變到劇中，對他來說意義重大。史哥這一角色在設計時一直變動，編劇考慮過給他不一樣的年紀，最後給他的形象是像小安的弟弟。同樣地，小安、莎夏、瑪希原本是十五歲，以呈現出中學時代的感覺；不過為了迎合目標觀眾的年齡，最後將他們的年紀調小。
本作也是第一個以泰裔美國人為主角的動畫作品。布拉利有一半泰國血統，由於他想要更多泰裔角色出現，他決定創造出一個這樣的主角，也就是小安；他說，小安的形象有一部份來自他的外祖母。布拉利很重視小安的這個設定，想讓真實世界中的泰裔美國人，能看到自己被呈現在電視節目裡；同時也讓小安膚色更深，因為他自己的母親就是如此。第三季劇情發生在地球，也放入更多關於小安的泰國背景，包括一座在洛杉磯的漥寺（วัด）。布拉利說劇情中呈現寺廟的方式很準確；對他來說，能準確呈現出泰國文化很重要。
本劇設定在一個青蛙的世界，因為布拉利覺得蝌蚪發生變態而發育成蛙類，可與這部作品的主題「轉變」相契合。布拉利還將社會階級、環境意識的情境加進劇情，而且小安和幾種不同社會背景的青蛙互動，並學習欣賞周圍的自然世界。
另外，由於劇中以青少女為中心，四位編劇中有三位是女性，布拉利認為這是有需要的；分鏡師可以在製作時放進自己的想法，布拉利在《神秘小鎮大冒險》製作是就是這麼做的。布拉利希望在適合各年齡層的前提下，做出緊湊的劇情；所以他常會檢查場景是否兒童不宜，或者是否按計畫中的樣子呈現。

### 配音

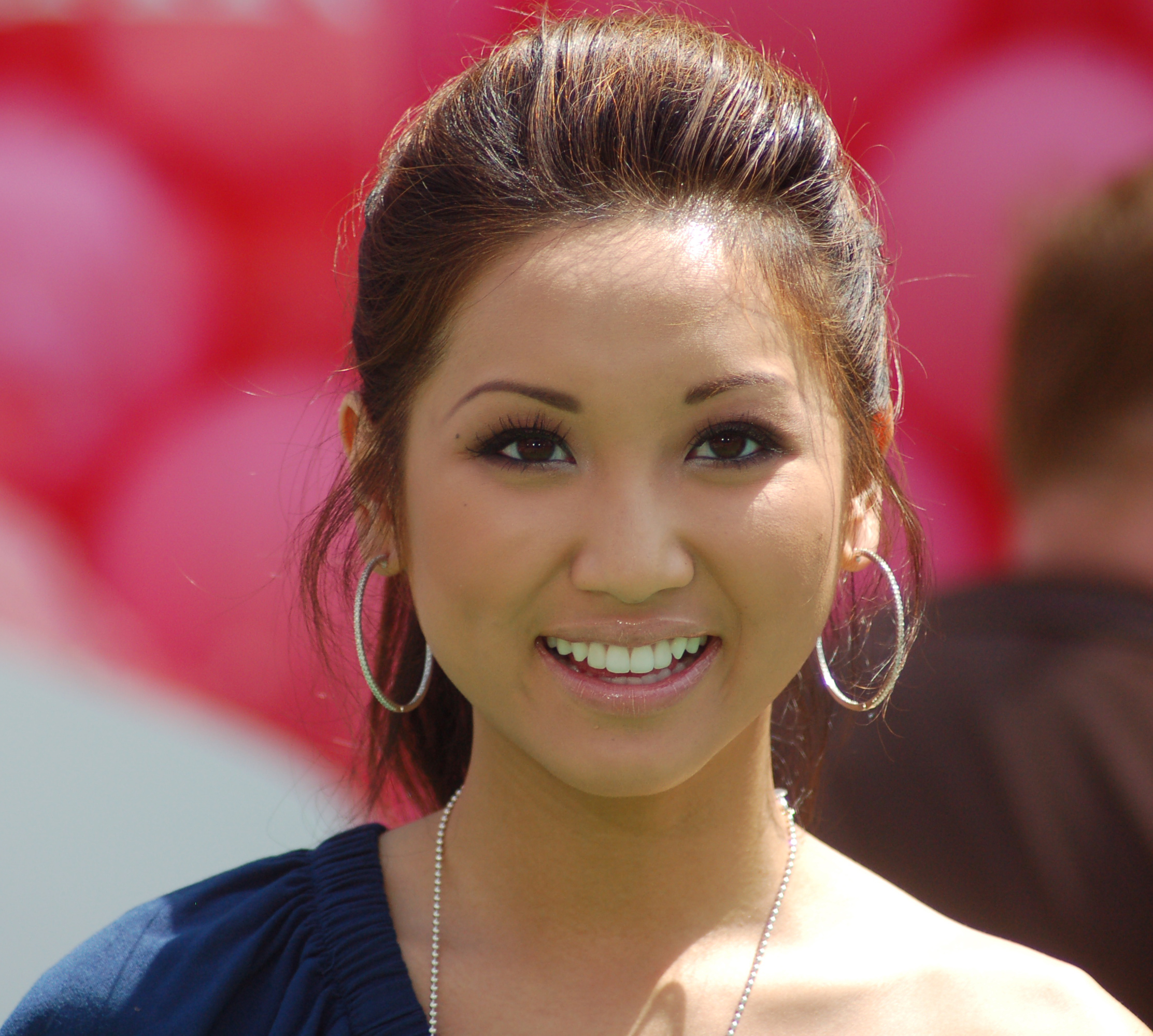
宋布蘭負責小安（安妮·邦查）的英語配音

2019年首播前，本劇四位主角的英語配音人員——宋布蘭、賈斯汀·費爾賓格、比利·法摩爾以及阿曼達·萊頓先後公開。小安一角有超過五十位女性演員應徵試鏡，包括安娜·艾卡娜、海莉·朱在內；儘管小安最後是由宋布蘭配音，布拉利也安排讓安娜·艾卡娜和海莉·朱分別配音莎夏和瑪希。布拉利也說，有些角色是為了特定配音人選設計的，例如安卓亞斯王是由凱斯·大衛配音。有個神似《芝麻街》的大青蛙科米配角在第二季登場，其配音人員馬特·沃格爾以「大青蛙科米」（英語：Kermit the Frog）的名義列在片尾的配音名單裡；科米本尊曾在《蛙！小安的奇幻之旅》的宣傳影片和兩部短片裡出現，也曾在迪士尼D23博覽會中，宣傳本劇與《格林一家進城趣》。布拉利說，宋布蘭配音時曾即興發揮過幾次；艾力克斯·赫希在第二季配音時也曾這麼做。在2019冠状病毒病疫情期間，配音人員們各自在家配音自己的台詞，再寄給製作團隊。迪士尼頻道將台灣的國語配音，交由「意妍堂製作股份有限公司」製作。為因應台灣迪士尼頻道預定在2022年1月1日停止營運，自2021年起，意妍堂也開始製作Disney+線上串流平台的配音。
第三季的客串演員包括：琥碧·戈柏、凱特・米庫奇、布萊德·嘉瑞特、阿奇·耶茨、華萊士·肖恩和傑森·里特等人。第三季有一集聖誕節特別篇，裡面有一首歌，是《神臍小捲毛》製作人芮貝卡·薛格譜寫的；布拉利曾在《神臍小捲毛》第一季擔任編劇和分鏡師。

### 動畫
布拉利選了三家韓國的動畫工作室-Rough Draft Korea、Sunmin Image Pictures及Saerom，來製作動畫，因為他們還在製作手繪傳統動畫，他認為其畫風比較適合這部作品。動畫師們花三、四個月進行準備工作，再以每集約九個月的進度完成。在加州柏本克的華特迪士尼製片廠，有四十名員工也參與製作。
英國畫師詹姆士·透納（英語：James Turner）曾參與早期製作過程，他曾在精靈寶可夢系列遊戲製作中擔任藝術總監(如在《寶可夢 劍／盾》中)，創作了多個神奇寶可夢設計。本劇的視覺效果參考1982年吉姆·亨森電影《黑水晶 (电影)》以及1977年哈比人的音樂動畫節目，動畫場景取材自自然環境；一集的劇本完成後便開始製作分鏡。布拉利說，小安和瑪希儘管都是亞裔美國人，不過他們的設計也有所不同；製作團隊不想被「亞洲人應該是什麼樣子」侷限、也不是要做諷刺畫，而是想真實呈現出這個族裔。
2020年3月24日，迪士尼電視動畫公司因2019冠状病毒病疫情關閉，本劇製作人員仍遠距繼續製作；當時他們已開始製作第二季結局的分鏡，其他幾集也才完成部分。

### 配樂
T·J·希爾（英語：T. J. Hill）為本劇製作配樂。萊斯里·沃夫哈德（英語：Leslie Wolfhard）是《探險活寶》前編劇史蒂夫·沃夫哈德的妻子，她為本劇寫了一首歌曲，放進第一季第4集充電大作戰裡。2020年7月23日，希爾在SoundCloud建立一份播放清單，裡面有第一季裡的10首配樂。
Welcome to Amphibia是在迪士尼的要求下製作的，本來是主題曲，但是後來沒有正式使用，改用無歌詞的純音樂版本；布拉利說服工作室改用無歌詞版本，因為他認為原本的主題曲不適合這部作品和其主角。迪士尼在2019年5月17日，公布主題曲的最終版本。無歌詞版本的主題曲，在「主題曲大戰」中有另外兩個版本，第一個由英語：製作、第二個由丹·席格（英語：Dan Siegel）製作。
第一季的結局大團圓中收錄了比爾·威瑟斯的歌曲《Lean on Me》。布拉利說，他在發展小安、瑪西和莎夏之間的關係時不斷地聽這首歌，因此，當《大團圓》的工作開始時，布拉利選擇將這首歌用於莎夏試圖犧牲自己的場景。
2021年4月23日，發行了一張名為《Amphibia：Battle of the Bands》的迷你專輯歌曲集。這張專輯收錄了T.J.創作的歌曲《Heartstomper》。 這首歌由希爾創作，並由艾卡娜演奏。另外，專輯包含亞當·古布曼創作，並由宋、艾卡娜和特魯演奏的“No Big Deal”，以及分別由希爾、托德麥·克林托克（英語：Todd McClintock）和亞當·古布曼（英語：Adam Gubman）創作的兩首歌曲的器樂翻唱。
第三季推出了聖誕特別節目，其中有一首名為“我們的特殊時刻”的歌曲，由《史蒂芬宇宙》成名的芮貝卡·薛格創作；布拉利此前曾在史蒂芬宇宙劇集“Lars and the Cool Kids”中擔任編劇和故事板藝術家。
第三季劇集“全部參與”收錄了韓國女子組合BLACKPINK的歌曲《As If It's Your Last》。

### 營銷
2018年7月19日在聖地牙哥國際漫畫展中，在《公主闖天關》、《格林一家進城趣》的宣傳會上，迪士尼公開一個片頭曲的早期版本，並限量提供史哥的玩偶。2019年4月26日，迪士尼公開兩段影片，一段是由西麗卡·格雷·衛斯特布魯克 (英語：Celica Gray Westbrook)演唱的歌曲歡迎來到兩棲世界 、另一段是兩分鐘短片。
2019年5月14日，迪士尼頻道發布了預告片，迪士尼頻道在3天後發布了預告片的最終版本。
迪士尼也在YouTube頻道上傳短片系列，名為見怪不怪哇哇蛙 ，於2019年9月3日首播。

## 集數列表
| 季數 | 故事數 | 集数 | 集数 | 首播日期      | 首播日期      |
| 季數 | 故事數 | 集数 | 集数 | 首映          | 季终          |
| ---- | ------ | ---- | ---- | ------------- | ------------- |
| 1    | 39     | 20   | 20   | 2019年6月17日 | 2019年7月18日 |
| 2    | 36     | 20   | 20   | 2020年7月11日 | 2021年5月22日 |
| 3    | 31     | 18   | 18   | 2021年10月2日 | 2022年5月14日 |

## 迴響

### 評價回應
《蛙！小安的奇幻之旅》獲得一些正面評價。常識媒體的埃米莉·阿什比 (英語：Emily Ashby)評價四星（滿分五星），稱讚小安、史哥的冒險以及他們的友情互動主題；而且劇中表現的霸凌、心理操縱問題，不僅能引起兒童、青少年的共鳴，也能引起相關的討論。貝嘉·柏本克 (英語：Bekah Burbank)稱讚本劇能平衡幽默、恐怖、節奏、角色以及動畫製作等各元素，評論本劇對兒童而言，故事描寫得好又不失詼諧，說道「《蛙！小安的奇幻之旅》既聰明又愚蠢，有大量的笑話讓孩子們開懷大笑，也有足夠的恐怖內容來吸引他們的注意力。該劇進展很快，每集分為兩集，各11分鐘，至少在首映時，這兩個分集構能夠成為一個完整的章節。動畫充滿活力、色彩繽紛，角色令人愉悅」。Collider的戴夫·特朗波 (英語：Dave Trumbore)給前兩集四星評分，認為它們作為一部作品的開頭做得相當出色。

### 收視率
| 季數 | 集數 | 首映          | 首映          | 季終          | 季終          | 平均 收視人数 （百萬） |
| 季數 | 集數 | 日期          | 收視 （百萬） | 日期          | 收視 （百萬） | 平均 收視人数 （百萬） |
| ---- | ---- | ------------- | ------------- | ------------- | ------------- | ---------------------- |
| 1    | 20   | 2019年6月17日 | 待定          | 2019年7月18日 | 待定          | 0.41                   |
| 2    | 20   | 2020年7月11日 | 待定          | 2021年5月22日 | 待定          | 0.36                   |
| 3    | 18   | 2021年10月2日 | 待定          | 2022年5月14日 | 待定          | 0.33                   |

### 榮譽
本劇在2021年獲得安妮獎。同年也受艾美獎提名，不過最後該獎項得主是《藍髮女孩進城記》。第二季大結局〈真相大白〉獲得2022年安妮獎“最佳電視/媒體-兒童”、“最佳導演-電視/媒體”和“最佳剪輯-電視/媒體”提名。
| 年度 | 獎項                  | 榮譽                    | 受提名或獲獎者                                                                       | 結果 | 參考          |
| ---- | --------------------- | ----------------------- | ------------------------------------------------------------------------------------ | ---- | ------------- |
| 2021 | 第48屆安妮獎          | 最佳電視動畫角色設計    | 喬·斯巴羅 （因第二季第13集〈藍月閉關夜〉）                                           | 獲獎 | [ 83 ]        |
| 2021 | 第48屆日間時段艾美獎  | 最佳兒童動畫節目        | 《蛙！小安的奇幻之旅》                                                               | 提名 | [ 84 ]        |
| 2022 | 第49屆安妮獎          | 最佳電視/媒體-兒童      | 〈真相大白〉                                                                         | 提名 | [ 85 ] [ 86 ] |
| 2022 | 第49屆安妮獎          | 最佳導演-電視/媒體      | 凱勒斯·皮爾斯、珍·斯特里克蘭（因〈真相大白〉）                                       | 提名 | [ 85 ] [ 86 ] |
| 2022 | 第49屆安妮獎          | 最佳剪輯-電視/媒體      | 詹妮弗·卡爾比、朱莉·安妮·劉、安德魯·索西尼、大衛·瓦斯奎茲和尹允兒（因〈真相大白〉）  | 提名 | [ 85 ] [ 86 ] |
| 2022 | 第33屆GLAAD媒體獎     | 傑出兒童和家庭節目      | 《蛙！小安的奇幻之旅》                                                               | 提名 | [ 87 ]        |
| 2022 | 第1屆兒童和家庭艾美獎 | 傑出動畫節目編劇        | 《蛙！小安的奇幻之旅》                                                               | 提名 | [ 88 ]        |
| 2022 | 第1屆兒童和家庭艾美獎 | 傑出動畫配音指導        | 伊登·里格爾                                                                          | 提名 | [ 88 ]        |
| 2023 | 安妮獎                | 最佳角色設計-電視/媒體  | 喬·斯巴羅（因〈最難的事〉）                                                          | 提名 | [ 89 ]        |
| 2023 | 安妮獎                | 最佳剪輯-電視/媒體      | 安德魯·索西尼、尹允兒、詹妮弗·卡爾比、朱莉·安妮·劉和路易斯·拉塞爾 （因〈最難的事〉） | 提名 | [ 89 ]        |
| 2023 | GLAAD媒體獎           | 傑出兒童和家庭節目-動畫 | 《蛙！小安的奇幻之旅》                                                               | 提名 | [ 90 ]        |

## 額外媒介
迪士尼國際出版社和TOKYOPOP於2022年12月6日發行了一本基於該系列的書，名為《瑪希日記：兩棲世界指南》。這本書是瑪希日記的現實版本，由創作者馬特·布拉利和劇集編劇亞當·科拉斯（Adam Colás）撰寫，插圖由《蛙！小安的奇幻之旅》角色設計師凱瑟琳娜·蘇基曼（Catharina Sukiman）繪製。根據布拉利的說法，這本書講述了該系列中未出現的故事，並進一步探索了該劇的傳說及提供了進一步的人物洞察。
來自《蛙！小安的奇幻之旅》的角色出現在《Q版宇宙》中，這是一部基於“迷你Q版故事”短片的動畫系列。

## 外部連結
- 官方网站：英文版、中文版
- 互联网电影数据库（IMDb）上《蛙！小安的奇幻之旅》的资料（英文）